# Universalsprache
Die Universalsprache (lateinisch characteristica universalis) bezeichnet nach Leibniz (1646–1716) ein System von Zeichen, mit dessen Hilfe alle Objekte und ihre Beziehungen, Gesetze u. a. abgebildet werden sollen, und zwar derart, dass den Dingen bestimmte Zeichen und den Beziehungen zwischen den Dingen bestimmte Beziehungen zwischen diesen Zeichen entsprechen sollten.
Dieses Programm enthält insbesondere auch die Ersetzung der Operation mit Begriffen durch die Operation mit Zeichen. Diese characteristica universalis sollte die Grundlage einer scientia universalis, einer Universalwissenschaft, sein. Von besonderem philosophischem Interesse ist die Anwendung dieser Universalsprache auf das Problem der Abbildung. Die einzelnen Zeichen, die zur Bezeichnung der Objekte verwendet werden, mögen zwar willkürlich sein, nicht willkürlich ist aber die Struktur eines derartigen, einen bestimmten objektiv-realen Gegenstandsbereich abbildenden Zeichensystems.
Die Verknüpfung der Zeichen miteinander ist nicht willkürlich, sondern entspricht der Verknüpfung zwischen den bezeichneten Objekten. Das Problem der Universalsprache hat Leibniz zeitlebens beschäftigt, ohne dass ihm eine systematische Darlegung gelungen wäre. Die moderne Logik kann in gewisser Hinsicht als Realisierung des Leibnizschen Programms aufgefasst werden. Sie hat zugleich auch erwiesen, dass das Leibnizsche Programm nur in begrenztem Umfang realisierbar ist, und hat diese Grenzen durch Kurt Gödels Unvollständigkeitssatz und Erkenntnisse über die Möglichkeit von Entscheidungsverfahren schon recht genau bestimmt.
Der seinerzeit weitgehend unbekannte Philosoph Karl Christian Friedrich Krause  behauptete, die von Leibniz gesuchte Universalwissenschaft in seiner Wesenlehre gefunden zu haben.